# 8943 Stefanozavka
8943 Stefanozavka là một tiểu hành tinh vành đai chính với chu kỳ quỹ đạo là 1711.0573564 ngày (4.68 năm).
Nó được phát hiện ngày 30 tháng 1 năm 1997.